# 171P/Спара
Комета Спара 2 (171P/Spahr) — короткопериодическая комета из семейства Юпитера, которая была обнаружена 16 ноября 1998 года американским астрономом Тимоти Спаром с помощью 0,41-метрового телескопа Шмидта в рамках обзора CSS. Она была описана в виде диффузного объекта 16,5 m звёздной величины с округлой комой около 18 " угловых секунд в поперечнике, но без хвоста. Чуть позже были обнаружены более ранние снимки кометы от 13 ноября, на которых она имела яркость 16,1 m. Комета обладает довольно коротким периодом обращения вокруг Солнца — чуть более 6,7 года.

Орбита кометы Спара 2 и её положение в Солнечной системе

Первая параболическая орбита была вычислена и опубликована британским астрономом Брайаном Марсденом 18 ноября на основании данных наблюдений за первые два дня и указывала, что комета должна была пройти перигелий 20 февраля 1999 года на расстоянии 1,58 а. е. от Солнца. Вскоре стало ясно, что комета движется по короткопериодической орбите. Используя данные 53-х наблюдений, полученных в период с 16 по 25 ноября, была рассчитана эллиптическая орбита, согласно которой комета должна была пройти перигелий 18 января 1999 года на расстоянии 1,73 а. е. от Солнца и иметь период обращения 6,72 года. Магнитуда кометы в этот период по разным данным достигала значения 15,8 m, а размер комы колебался между 0,34 ' и 0,5 ' угловыми минутами. К концу 1998 года комета достигла максимальной яркости в 13,5 m звёздной величины, после чего начала постепенно угасать. Уменьшение яркости, наряду с приближением утренних сумерек привело к тому, что 16 апреля комета наблюдалась в последний раз. Всего с момента открытия кометы было проведено 265 наблюдений, на основании которых французский астроном Патрик Роше смог существенно уточнить расчёты её орбиты, так что в итоге неопределённость положения кометы составляла всего лишь ±0,0194.
Благодаря столь точным расчётам комета наблюдалась каждое своё возвращение. В 2005 комета была обнаружена в первой половине сентября и наблюдалась до 6 февраля 2006 года. В следующий раз комета была восстановлена 19 октября 2011 года итальянскими астрономами Ernesto Guido, Giovanni Sostero, Nick Howes и Antoni Kasprzyk с помощью 2,0-метрового телескопа Faulkes Telescope South обсерватории Сайдинг-Спринг в виде объекта 20,6 m звёздной величины.

## Сближения с планетами
В течение XIX и XX века отмечаются лишь два подхода кометы к Юпитеру, ближе чем на 1 а. е.:
- 0,18 а. е. от Юпитера 22 июля 1996 года;
- 0,72 а. е. от Юпитера 3 мая 2055 года.